# Exochus fidus
Exochus fidus är en stekelart som beskrevs av Valentina I. Tolkanitz 2003. Exochus fidus ingår i släktet Exochus och familjen brokparasitsteklar. Inga underarter finns listade i Catalogue of Life.